# KRÜ
KRÜ是阿根廷足球运动员塞尔吉奥·阿奎罗创立的电子竞技战队，成立于2020年10月16日。。